# De Havilland DH.86 Express
Il de Havilland DH.86 Express era un quadrimotore da trasporto e di linea prodotto dall'azienda britannica de Havilland Aircraft Company sviluppo del de Havilland DH.84 Dragon, il primo prototipo volò nel gennaio 1934.
I motori erano applicati all'ala inferiore e il carrello di atterraggio era integrato nelle gondole dei motori interni.
Ne furono prodotti 62 esemplari, alcuni volarono per la RAF nella seconda guerra mondiale.

## Storia del progetto
Durante il 1933, i colloqui tra i governi di Regno Unito, Raj Britannico, Malesia britannica, Stabilimenti dello Stretto ed Australia portarono ad un accordo per istituire un servizio di posta aerea comune, l'Empire Air Mail Service. Il governo australiano, incaricato di gestire la parte più meridionale della rotta, bandì un concorso il 22 settembre 1933 per la tratta Singapore-Australia, continuando verso sud fino alla Tasmania. Il giorno seguente la compagnia aerea australiana Qantas, prevedendo di aggiudicarsi il contratto della tratta Singapore-Brisbane, emise una specifica indirizzata alla de Havilland Aircraft per la fornitura di un nuovo modello atto allo scopo che venne indicato come de Havilland DH.86, il cui prototipo verrà portato in volo per la prima volta il successivo gennaio 1934. Quest'ordine venne presto seguito da un altro emesso dalla compagnia aerea Holyman's Airways di Launceston, in Tasmania, per utilizzarlo nella tratta che sorvolava lo Stretto di Bass. Il DH.86 venne inizialmente identificato con il nome Express o Express Air Liner, tuttavia risulta che il suo utilizzo fosse discontinuo.

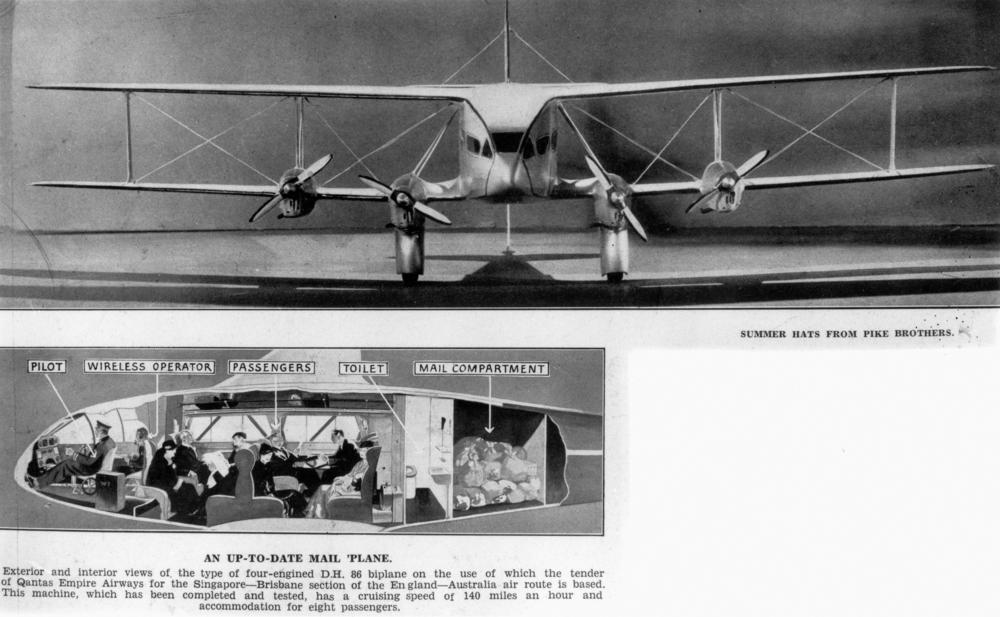
L'allestimento interno di un DH.86 con cabina a pilota singolo.

Il D.H.86 era concettualmente uno sviluppo quadrimotore del fortunato de Havilland DH.84 Dragon, tuttavia integrava delle migliorie a livello aerodinamico che gli davano un aspetto più snello grazie all'adozione di un'ala rastremata e dall'intensivo uso di carenature metalliche attorno alla struttura ed al carrello d'atterraggio. Per la propulsione venne scelto il motore aeronautico dalla maggior potenza tra quello prodotti dall'azienda britannica, il nuovo de Havilland Gipsy Six da 200 hp (149 kW). Il velivolo era gestito da un equipaggio di due persone che occupavano la cabina di pilotaggio a due posti in tandem posizionata nel naso, con la postazione anteriore destinata al pilota mentre l'operatore radio era seduto alle sue spalle. L'architettura interna prevedeva uno scompartimento passeggeri con una capienza massima di dieci posti per i modelli destinati alle rotte a lungo raggio, mentre quelli ordinati dalla Holyman's Airways e destinati a rotte a corto raggio arrivavano a dodici.
Il prototipo del D.H.86 volò il 14 gennaio 1934 e sottoposto alla valutazione del pilota Lester Brain, mandato come rappresentante dalla Qantas, il quale però respinse il modello adducendo che la cabina monoposto avrebbe affaticato il pilota nei lunghi tratti di volo, Per ovviare al problema la cellula venne ridisegnata per ospitare una cabina a due posti affiancati. Vennero costruiti solo quattro esemplari a cabina monoposto e di questi il prototipo venne ricostruito come prototipo della versione a cabina biposto, identificata in seguito come DH.86A. Quando il modello entrò in servizio, nell'ottobre 1934, il primo esemplare di produzione, il DH.86 Miss Hobart a cabina singola della Holyman's Airways, risultò essere il più veloce aereo passeggeri di produzione britannica in tutto il mondo. Nonostante la de Havilland Aircraft si fosse espressa in senso contrario, la versione a doppio pilota con il muso allungato dimostrò di essere ancora più veloce.
A seguito di una serie di incidenti mortali, nel 1936 vennero avviate delle indagini per stabilirne le cause, le quali portarono all'adozione, negli esemplari di ultima produzione, di un impennaggio modificato che integrava alla deriva principale due elementi verticali aggiuntivi posti all'apice dei piani orizzontali allo scopo di migliorare la stabilità laterale. Questi modelli vennero identificati come DH.86B.

## Versioni
DH.86
prima versione di serie caratterizzata dalla cabina di pilotaggio a singolo posto, prodotta 32 esemplari.
DH.86A
versione con cabina a due posti ed altre migliorie destinata alle rotte europee della Imperial Airways, prodotta in 20 esemplari.
DH.86B
versione caratterizzata dall'adozione di piccole derive fisse sullo stabilizzatore atte a migliorare la stabilità direzionale, prodotta in 10 esemplari.

## Utilizzatori
♠ Operatori originali

### Civili
Australia
- Australian National Airways[2]
- Holyman's Airways[2] ♠
- MacRobertson Miller Airlines[2]
- Qantas[2] ♠
- W.R. Carpenter[2] ♠

 Bahrein
- Gulf Aviation[2]

 Egitto
- Misr Airwork[2] ♠

 India
- Tata Airlines[2]

 Irlanda
- Aer Lingus[2]

 Nuova Zelanda
- Union Airways of N.Z. Ltd[2] ♠
- National Airways Corporation

 Nigeria
- Elders Colonial Airways[3]

 Regno Unito
- Allied Airways[2] ♠

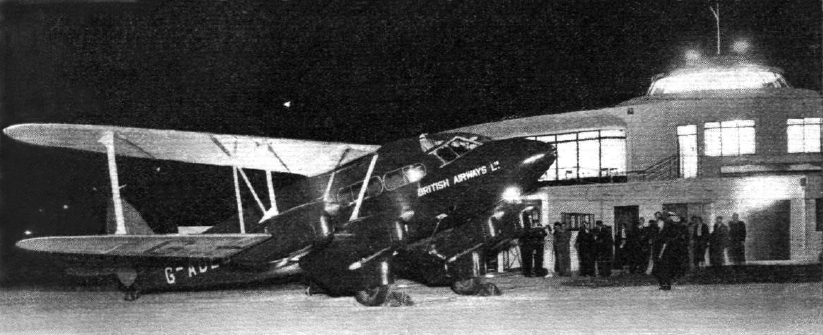
Un DH.86 della compagnia aerea British Airways in sosta al terminal Beehive dell'Aeroporto di Londra-Gatwick nel luglio 1936.

- Blackpool and West Coast Air Services[2] ♠
- British Airways[2] ♠
- Imperial Airways[2] ♠
- Jersey Airways[2] ♠
- Lancashire Aircraft Corporation[2]
- Peacock Air Charter[2]
- Railway Air Services[2] ♠
- Skytravel[2]
- Western Airways[2]
- Wrightways[2]

 Singapore
- Wearne Brothers Limited.[2]

 Turchia
- Devlet Hava Yollari[2] ♠

 Uruguay
- PLUNA[2]

### Militari

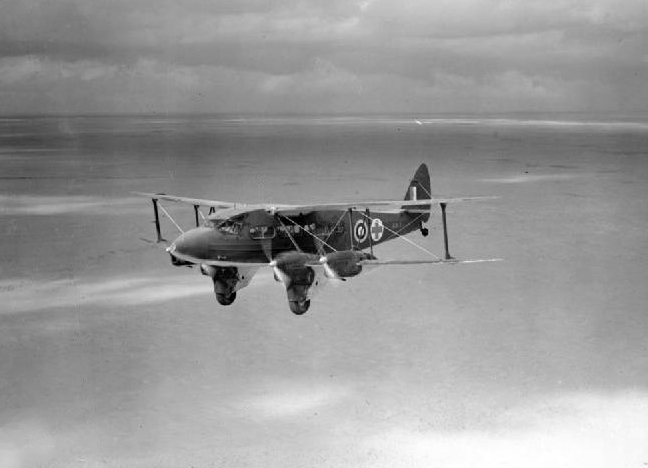
Il DH.86 s/n A31-7 in versione aeroambulanza militare in servizio nella Royal Australian Air Force.

Australia
- Royal Australian Air Force[2]

 Finlandia
- Suomen ilmavoimat

 Nuova Zelanda
- Royal New Zealand Air Force[2]
  - No. 2 Squadron RNZAF
  - No. 4 Squadron RNZAF
  - No. 42 Squadron RNZAF

 Regno Unito
- Royal Air Force[2]
  - No. 24 Squadron RAF
  - No. 117 Squadron RAF
  - No. 216 Squadron RAF
- Royal Navy - Fleet Air Arm[2]
  - 782 Naval Air Squadron[2]

### Pubblicazioni
- (EN) Speed with safety, in Flight, 22 febbraio 1934,  pp. 169-74. URL consultato il 14 aprile 2012.